# サンフェルナンド (トリニダード・トバゴ)
サンファナンド（San Fernando）は、トリニダード・トバゴにあるトリニダード島の南西部の都市である。

## 概要
パリア湾に面し、首都のポートオブスペインの42km南に離れた位置にある。産業が発達しており、人口は48,838人（2011年国勢調査）と、同国ではチャグアナスに次いで人口が多い。同国の行政区画ではポートオブスペインと並んで市制（City）を施行している自治体となっている。

## 隣接行政区画
- クーバ＝タバキテ＝タルパロ地域自治体
- プリンセス・タウン地域自治体
- ペナル＝デベ地域自治体